# Daan Breeuwsma
Daan Breeuwsma (Oldeboorn, 29 december 1987) is een Nederlands oud-shorttracker en schaatscoach.

## Carrière
Breeuwsma was van seizoen 2007–2008 tot en met 2022 lid van de Nationale trainingselectie shorttrack. In 2009 won hij met het zilver op de aflossing bij de Europese kampioenschappen in Turijn zijn eerste internationale medaille.
2010–2011 was een succesvol jaar. Bij de Europese kampioenschappen in eigen huis (Thialf, Heerenveen) won het Nederlandse herenteam (Daan Breeuwsma, Niels Kerstholt, Sjinkie Knegt en Freek van der Wart) de Europese titel. Samen met het goud van de dames (Jorien ter Mors, Sanne van Kerkhof, Yara van Kerkhof en Annita van Doorn) het eerste goud voor Nederland in de historie van de EK.
Bij de wereldbekerwedstrijden verraste de mannenploeg (Daan Breeuwsma, Niels Kerstholt, Sjinkie Knegt en Freek van der Wart) met een overwinning in Moskou (eerste keer voor Nederland). Daarnaast was er brons in Shanghai en een derde plaats in het wereldbekerklassement. Bij de wereldkampioenschappen in Sheffield eindigde het team als vijfde.
Nadat het het bij de Olympische relay in Sotsji 2014 in de finale mis was gegaan won Breeuwsma met de Nederlandse mannenploeg de wereldtitel op de aflossing bij de wereldkampioenschappen shorttrack 2014 in Montreal.
Breeuwsma stopte met zijn actieve shorttrack carrière nadat hij niet werd geselecteerd voor de Olympische Winterspelen van 2022. Breeuwsma heeft 16 jaar onderdeel uitgemaakt van de Nationale ploeg die later is opgegaan in de Nationale Trainingselectie Shorttrack. Hij werd wereldkampioen op de relay in 2014, 2017 en 2021. Daarnaast won hij een zilveren WK-medaille op relay in 2012 en twee keer brons in 2013 en 2015. Sindsdien is hij assistent-coach van Team Albert Heijn Zaanlander onder leiding van Jillert Anema.

## Persoonlijk
Breeuwsma heeft een relatie met collega-shorttrackster Rianne de Vries.

## Persoonlijke records
| Afstand                       | Tijd     | Datum            | Locatie                              | Locatie                          | Overig |
| Afstand                       | Tijd     | Datum            | Baan                                 | Plaats                           | Overig |
| ----------------------------- | -------- | ---------------- | ------------------------------------ | -------------------------------- | ------ |
| 500 meter                     | 40,626   | 10 december 2016 | Oriental Sports Center               | Shanghai, China                  |        |
| 1000 meter                    | 1.22,545 | 12 november 2016 | Utah Olympic Oval                    | Salt Lake City, Verenigde Staten |        |
| 1500 meter                    | 2.13,048 | 13 februari 2015 | Palandoken Olympic Ice Skating Cente | Erzurum, Turkije                 |        |
| 3000 meter                    | 4.47,998 | 18 december 2009 | Thialf                               | Heerenveen, Nederland            |        |
| 5000 meter aflossing          | 6.28,879 | 4 november 2018  | Olympic Oval                         | Calgary, Canada                  | NR     |
| 2000 meter gemengde aflossing | 2.38,492 | 4 november 2018  | Olympic Oval                         | Calgary, Canada                  | NR     |

## Resultaten

#### Olympische Winterspelen & Wereld-, Europese en Nederlandse kampioenschappen
| Jaar | Evenement                    | Locatie                  | 500 meter        | 1000 meter       | 1500 meter       | 3000 meter (superfinale) | Klassement       | 5000 meter aflossing |
| ---- | ---------------------------- | ------------------------ | ---------------- | ---------------- | ---------------- | ------------------------ | ---------------- | -------------------- |
| 2007 | Wereldkampioenschappen       | Milaan, Italië           | 40e              | 39e              | 44e              |                          | 45e              |                      |
| 2007 | Europese kampioenschappen    | Sheffield, Engeland      | Niet deelgenomen | Niet deelgenomen | Niet deelgenomen | Niet deelgenomen         | Niet deelgenomen | Niet deelgenomen     |
| 2007 | Nederlandse kampioenschappen | Den Haag, Nederland      | Brons            | Brons            | 4e               | Zilver                   | Zilver           | –                    |
| 2008 | Wereldkampioenschappen       | Gangneung, Zuid-Korea    | Niet deelgenomen | Niet deelgenomen | Niet deelgenomen | Niet deelgenomen         | Niet deelgenomen | Niet deelgenomen     |
| 2008 | Europese kampioenschappen    | Ventspils, Letland       | Niet deelgenomen | Niet deelgenomen | Niet deelgenomen | Niet deelgenomen         | Niet deelgenomen | Niet deelgenomen     |
| 2008 | Nederlandse kampioenschappen | Amsterdam, Nederland     | 6e               | 4e               | 6e               | 8e                       | 5e               | –                    |
| 2009 | Wereldkampioenschappen       | Wenen, Oostenrijk        | Niet deelgenomen | Niet deelgenomen | Niet deelgenomen | Niet deelgenomen         | Niet deelgenomen | Niet deelgenomen     |
| 2009 | Europese kampioenschappen    | Turijn, Italië           | 21e              | 14e              | 22e              |                          | 17e              | Zilver               |
| 2009 | Nederlandse kampioenschappen | Zoetermeer, Nederland    | 8e               | 23e              | 9e               |                          | 12e              | –                    |
| 2010 | Olympische Winterspelen      | Vancouver, Canada        | Niet deelgenomen | Niet deelgenomen | Niet deelgenomen | Niet deelgenomen         | Niet deelgenomen | Niet deelgenomen     |
| 2010 | Wereldkampioenschappen       | Sofia, Bulgarije         | Niet deelgenomen | Niet deelgenomen | Niet deelgenomen | Niet deelgenomen         | Niet deelgenomen | Niet deelgenomen     |
| 2010 | Europese kampioenschappen    | Dresden, Duitsland       | 16e              | 17e              | 20e              |                          | 15e              | 7e                   |
| 2010 | Nederlandse kampioenschappen | Tilburg, Nederland       | 4e               | 9e               | 6e               | Goud                     | 4e               | –                    |
| 2011 | Wereldkampioenschappen       | Sheffield, Engeland      |                  |                  |                  |                          |                  | 5e                   |
| 2011 | Europese kampioenschappen    | Heerenveen, Nederland    |                  |                  |                  |                          |                  | Goud                 |
| 2011 | Nederlandse kampioenschappen | Groningen, Nederland     | Brons            | 4e               | 4e               | 5e                       | 5e               | –                    |
| 2012 | Wereldkampioenschappen       | Shanghai, China          |                  |                  |                  |                          |                  | Zilver               |
| 2012 | Europese kampioenschappen    | Mladá Boleslav, Tsjechië |                  |                  |                  |                          |                  | Goud                 |
| 2012 | Nederlandse kampioenschappen | Heerenveen, Nederland    | 4e               | 19e              | 6e               | 7e                       | 7e               | –                    |
| 2013 | Wereldkampioenschappen       | Debrecen, Hongarije      |                  |                  |                  |                          |                  | Brons                |
| 2013 | Europese kampioenschappen    | Malmö, Zweden            |                  |                  |                  |                          |                  | Zilver               |
| 2013 | Nederlandse kampioenschappen | Amsterdam, Nederland     | Zilver           | 4e               | 10e              | DNS                      | 4e               | –                    |
| 2014 | Olympische Winterspelen      | Sotsji, Rusland          |                  |                  |                  | –                        | –                | 4e                   |
| 2014 | Wereldkampioenschappen       | Montreal, Canada         | 26e              | 31e              | 44e              |                          | 34e              | Goud                 |
| 2014 | Europese kampioenschappen    | Dresden, Duitsland       |                  |                  |                  |                          |                  | Zilver               |
| 2014 | Nederlandse kampioenschappen | Amsterdam, Nederland     | 4e               | 25e              | 15e              | DNS                      | 8e               | –                    |
| 2015 | Wereldkampioenschappen       | Moskou, Rusland          | 14e              | 15e              | 6e               |                          | 12e              | Brons                |
| 2015 | Europese kampioenschappen    | Dordrecht, Nederland     | 7e               | 8e               | Brons            | 5e                       | 6e               | Brons                |
| 2015 | Nederlandse kampioenschappen | Amsterdam, Nederland     | Brons            | Zilver           | Brons            | 5e                       | Brons            | –                    |
| 2016 | Wereldkampioenschappen       | Seoel, Zuid-Korea        | Niet deelgenomen | Niet deelgenomen | Niet deelgenomen | Niet deelgenomen         | Niet deelgenomen | Niet deelgenomen     |
| 2016 | Europese kampioenschappen    | Sotsji, Rusland          | 9e               | 13e              | 10e              |                          | 14e              | Goud                 |
| 2016 | Nederlandse kampioenschappen | Amsterdam, Nederland     | 4e               | 19e              | Goud             | DNS                      | Brons            | –                    |
| 2017 | Wereldkampioenschappen       | Rotterdam, Nederland     | 25e              | 10e              | 10e              |                          | 17e              | Goud                 |
| 2017 | Europese kampioenschappen    | Turijn, Italië           | 17e              | 14e              | 19e              |                          | 14e              | Goud                 |
| 2017 | Nederlandse kampioenschappen | Amsterdam, Nederland     | Goud             | Zilver           | Zilver           | DNF                      | Zilver           | –                    |
| 2018 | Olympische Winterspelen      | Pyeongchang, Zuid-Korea  | 7e               | 26e              |                  | –                        | –                | PEN                  |
| 2018 | Wereldkampioenschappen       | Montreal, Canada         |                  |                  |                  |                          |                  | 4e                   |
| 2018 | Europese kampioenschappen    | Dresden, Duitsland       | 9e               | 13e              | 44e              |                          | 21e              | Goud                 |
| 2018 | Nederlandse kampioenschappen | Heerenveen, Nederland    | Zilver           | Goud             | 13e              | Zilver                   | Goud             | –                    |
| 2019 | Wereldkampioenschappen       | Sofia, Bulgarije         |                  |                  |                  |                          |                  |                      |
| 2019 | Europese kampioenschappen    | Dordrecht, Nederland     | 11e              | PEN              | 9e               |                          | 11e              | Zilver               |
| 2019 | Nederlandse kampioenschappen | Heerenveen, Nederland    | Brons            | Goud             | Goud             | 4e                       | Goud             | –                    |

### Wereldbekermedailles
500 meter
 Shanghai, China: 2011/2012
5000 meter aflossing
 Moskou, Rusland: 2010/2011
 Dordrecht, Nederland: 2011/2012
 Seoel, Zuid-Korea: 2014/2015
 Dresden, Duitsland: 2014/2015
 Nagoya, Japan: 2015/2016
 Minsk, Wit-Rusland: 2016/2017
 Almaty, Kazachstan: 2018/2019
 Nagoya, Japan: 2012/2013
 Shanghai, China: 2012/2013
 Sotsji, Rusland: 2012/2013
 Shanghai, China: 2014/2015
 Montreal, Canada: 2015/2016
 Salt Lake City, Verenigde Staten: 2016/2017
 Calgary, Canada: 2016/2017
 Shanghai, China: 2016/2017
 Dresden, Duitsland: 2016/2017
 Dordrecht, Nederland: 2017/2018
 Seoel, Zuid-Korea: 2017/2018
 Shanghai, China: 2010/2011
 Turijn, Italië: 2013/2014
 Erzurum, Turkije: 2014/2015
 Calgary, Canada: 2018/2019
 Eindklassement 5000 meter aflossing: 2014/2015
 Eindklassement 5000 meter aflossing: 2016/2017
 Eindklassement 5000 meter aflossing: 2012/2013
 Eindklassement 5000 meter aflossing: 2015/2016
 Eindklassement 5000 meter aflossing: 2010/2011
2000 meter gemengde aflossing
 Calgary, Canada: 2018/2019
 Salt Lake City, Verenigde Staten: 2018/2019